# Digboi
Digboi là một thị xã và là nơi đặt ủy ban khu vực thị xã (town area committee) của quận Tinsukia thuộc bang Assam, Ấn Độ.

## Địa lý
Digboi có vị trí 27°23′B 95°38′Đ / 27,38°B 95,63°Đ Nó có độ cao trung bình là 165 mét (541 feet).

## Nhân khẩu
Theo điều tra dân số năm 2001 của Ấn Độ, Digboi có dân số 20.405 người. Phái nam chiếm 54% tổng số dân và phái nữ chiếm 46%. Digboi có tỷ lệ 81% biết đọc biết viết, cao hơn tỷ lệ trung bình toàn quốc là 59,5%: tỷ lệ cho phái nam là 85%, và tỷ lệ cho phái nữ là 77%. Tại Digboi, 10% dân số nhỏ hơn 6 tuổi.